# Thargomindah
Thargomindah – miasto w Australii, w stanie Queensland.